# Zigismunds Sirmais
Zigismunds Sirmais (* 6. května 1992, Riga) je lotyšský sportovec atlet, mistr Evropy v hodu oštěpem z roku 2016.

## Sportovní kariéra
V roce 2011 vytvořil světový juniorský rekord v hodu oštěpem výkonem 84,69 m a zvítězil na mistrovství Evropy juniorů v této disciplíně. Při své premiéře na evropském šampionátu dospělých v Helsinkách v roce 2012 nepostoupil do finále. V roce 2015 se stal vítězem soutěže oštěpařů na univerziádě. Jeho dosavadním největším úspěchem je titul mistra Evropy v hodu oštěpem v roce 2016.